# Louis-José Houde

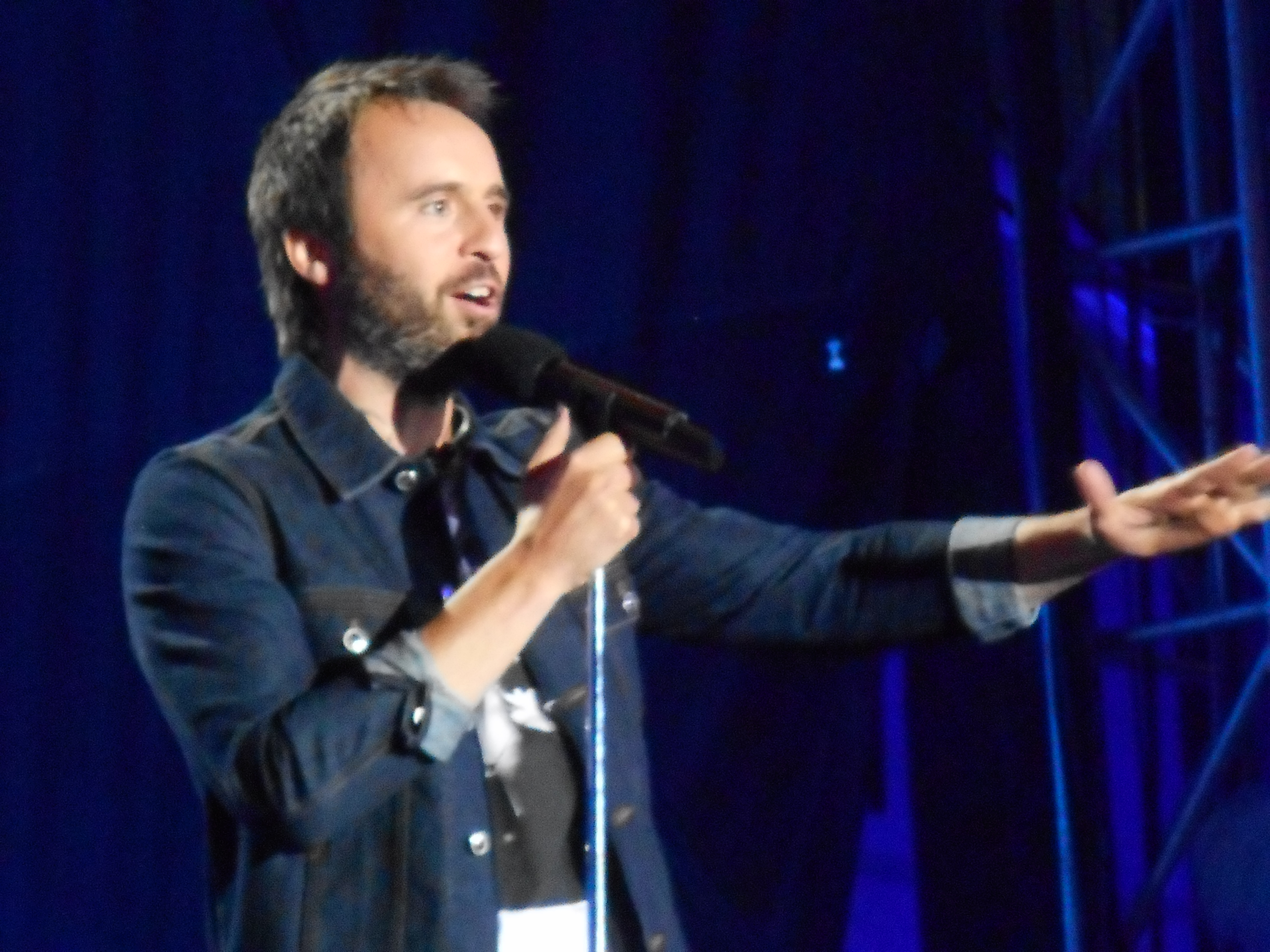
Houde in Montreal, Juni 2015

Louis-José Houde (* 19. Oktober 1977 in Québec, Québec) ist ein Humorist aus Québec und vor allem für seine schnelle Sprechweise bekannt.
Er ist Absolvent der Québecer École nationale de l’humour und macht hauptsächlich Stand-up-Comedy. 2005 und 2006 war er Gastgeber zweier Fernsehshows in Radio-Canada. 2006 spielte er eine Nebenrolle in einem der finanziell erfolgreichsten kanadischen Kinofilme, Good Cop Bad Cop.